# Birmingham (contea di Huntingdon, Pennsylvania)
Birmingham è un comune (borough) degli Stati Uniti d'America, situato nello stato della Pennsylvania, nella contea di Huntingdon.